# Альтернативная танцевальная музыка
Альтернативная танцевальная музыка (англ. alternative dance) или инди-танцевальная музыка (англ. indie dance) (также называемый underground dance в США) — музыкальный жанр, представляющий собой смесь поджанров электронной и рок-музыки. Будучи в значительной степени популярным на Британских островах, этот жанр также приобрёл популярность в Америке и по всему миру через воздействие таких групп как New Order в 1980-х и The Prodigy в 1990-х годах.

## Описание
Сайт Allmusic определяет альтернативный дэнс, как смесь «мелодической структуры альтернативного и инди-рока с электронными ритмами, синтезаторами и/или семплированием, и ориентировкой на пост-диско и танцевальную музыку». В свою очередь журнал The Sacramento Bee называет альтернативный дэнс «постмодернистской-евросинт-технопоп-новой волной».
Альтернативный дэнс, как правило, опирается на клубную культуру, включая в себя элементы таких стилей как синти-поп, хаус и трип-хоп. Музыканты, работающие в этом жанре, создают свой неповторимый стиль, используя также элементы и других музыкальных направлений. Исполнители альтернативного дэнса оказали значительное влияние на формирование мэдчестера в 80-х годах и на трип-хопа и рейв-сцены в 90-х годов.
Обычно группы альтернативного дэнса записываются на независимых лейблах.
Группа New Order на сайте Allmusic приведена, как первая группа жанра, в звучании которой сочетался пост-панк с синтипопом в духе Kraftwerk. Группы The Prodigy и The Chemical Brothers являются главными представителями альтернативной танцевальной музыки на британской сцене 90-х годов. Альбом The Fat of the Land The Prodigy является ярким примером жанра.
В начале 2000-х термином «электроклэш» обозначили музыку групп Fischerspooner и Ladytron, звучание которых было очень схоже с альтернативной танцевальной музыкой из-за сочетания элементов новой волны и электроники. Также британский музыкальный журнал NME применил термин нью-рейв («новая волна» и «рейв»), чтобы описать музыку таких групп, как Klaxons, которые используют рок-атрибутику и атрибутику рейв-сцены 90-х годов.

## Основные исполнители
- Apollo 440
- Alphaville
- Bag Raiders[8]
- Blur
- Curve
- Depeche Mode
- Digitalism
- Does It Offend You, Yeah?
- Fatboy Slim
- Fischerspooner
- Garbage
- Cobra Starship
- GusGus
- Hadouken!
- Jamiroquai
- Jesus Jones
- Julien-K
- Ladytron
- LCD Soundsystem
- Litesound
- Moloko[9]
- New Order
- Sneaker Pimps
- The Chemical Brothers
- The Crystal Method
- The Prodigy
- The Ting Tings
- The Rapture
- Klaxons
- Pet Shop Boys
- Pop Will Eat Itself
- Primal Scream
- Public Image Ltd
- Бьорк
- Моби
- Гвен Стефани
- Сантиголд